# فهرست جایزه‌ها و نامزدی‌های نیئا: اتوماتا
نیئا: اتوماتا (ژاپنی: ニーア オートマタ Nīa Ōtomata؛ انگلیسی: NieR: Automata) یک بازی ویدئویی در سبک نقش‌آفرینی اکشن است که توسط شرکت پلاتینیوم گیمز ساخته و در سال ۲۰۱۷ به‌وسیلهٔ اسکوئر انیکس برای پلی‌استیشن ۴ و مایکروسافت ویندوز منتشر شده‌است. علاوه بر این، نسخه‌ای سازگار شده از این بازی نیز یک سال بعد در ژوئن ۲۰۱۸ برای کنسول اکس‌باکس وان در دسترس قرار گرفت.
با توجه به وبگاه متاکریتیک، این عنوان به‌طور کلی، نقدهای مطلوبی را دریافت کرده‌است. برخلاف عنوان قبلی آن، نیئا، که نقدهای متوسطی را دریافت کرد و به‌خاطر گرافیک خود مورد انتقاد قرار گرفت، نیئا: اتوماتا برندهٔ ۱۵ جایزه شد، در ۴ جایزه رتبهٔ دوم و در ۲ جایزه رتبهٔ سوم را به‌دست‌آورد و نامزد دریافت ۲۷ جایزهٔ دیگر شد. در میان فهرست ده بازی برتر سال ۲۰۱۷ به انتخاب مجله وایرد، نیئا: اتوماتا رتبهٔ اول را کسب کرد. پولیگان در میان ۵۰ بازی برتر سال ۲۰۱۷، رتبهٔ چهارم را به بازی داد، و گیمز ریدار در میان ۲۵ بازی برتر ۲۰۱۷، رتبهٔ پانزدهم را به بازی اختصاص داد. گیم‌اسپات رتبهٔ دهم را به بازی داد، و یوروگیمر در لیست ۵۰ تایی برترین بازی‌های ۲۰۱۷، به بازی رتبهٔ ۳۶ داد. الکترونیک گیمینگ مانثلی هم رتبهٔ دهم را در لیست ۲۵ تایی برترین بازی‌های ۲۰۱۷ به نیئا: اتوماتا اختصاص داد.
منتقدان داستان بازی را ستودند و آن را «جذاب» و «رضایت‌بخش» دانستند. به عقیدهٔ منتقدان، مبارزات بازی «درگیرکننده و عمیق» بوده و گیم‌پلی آن از دیگر نبردهای سبک هک اند اسلش جلوتر است. جانین هاوکینز از پولیگان عقیده داشت که با وجود استفاده از پایان‌های متعدد، بازی جنبه‌های داستان و گیم‌پلی را حتی در زمان بازنگری بخش‌هایی از بازی قبلی، به‌خوبی تغییر داده‌است. وی تلاش بازی برای ترغیب بازیکنان به ادامه‌دادن را ستود. آدام کوک از وبگاه ویدئوگیمر شخصیت‌ها، و خصوصاً رابطه بین 2B و 9S را به‌دلیل تفاوت‌های اولیه میان آن‌ها و تعاملاتشان، تحسین کرد. کوک همچنین به سیستم مبارزات و خلاقیت بالا به عنوان دیگر نقاط قوت بازی اشاره کرد.
سیستم مبارزات بازی هم بازخورد مثبتی را دریافت کرد و منتقدان معتقد بودند این سیستم به دلیل همکاری با پلاتینیوم گیمز، دارای پیشرفت‌هایی نسبت به بازی‌های قبلی تارو یوکو بوده. کریس کارتر از دستراکتید تنوع راه‌های مبارزه، حرکات و مبارزات با غول‌های آخر را تحسین کرد. سم پرل از گیمز ریدار هم مبارزات را «نرم و هیجان‌انگیز» توصیف کرد، و همچنین به نقش تراشه‌ها در تغییر دادن قدرت و ضعف‌های بازیکنان در موقعیت‌های مختلف نبرد اشاره کرد. جیمز کوزانیتیس از گیم رولیشن مبارزات را خلاقانه دانست، و روی تغییرات مداوم میان سبک‌های گیم‌پلی در سراسر بازی تأکید کرد. با این وجود، کوزانیتیس نسبت به سیستم تعیین درجهٔ سختی بازی انتقاد داشت، و درجهٔ سخت را بسیار ساده، اما درجهٔ معمولی را بسیار سخت می‌دانست.
موسیقی بازی هم با بازخوردهای بسیار مثبتی همراه بود و برندهٔ ۴ جایزه و رتبهٔ دوم یک جایزهٔ دیگر شد. مولی ال پاترسون از الکترونیک گیمینگ مانثلی موسیقی متن ساخته‌شده توسط کئیچی اوکابه را به دلیل تنوع و تقویت‌کردن تمام بخش‌های بازی تحسین کرد. مایک فاهی از کوتاکو هم گفت که بازی موفق شده تا «کاملاً ترکیب عجیب تارو از درام و هوس را به یک مجموعهٔ خیره‌کننده از موسیقی‌هایی تبدیل کند که به‌خوبی با اتفاقات و مکان‌ها جفت می‌شوند.» مگان سولیوان از آی‌جی‌ان موسیقی متن را «خیره‌کننده» دانست، و نسبت به دنیای بازی به دلیل طراحی و تنوع آن هم نظر مثبتی داشت. محیط بازی هم نقدهای مثبتی را دریافت کرد و منتقدان آن را «زیبا» دانستند.
در کنار دریافت نمرات و نقدهای مثبت، نیئا: اتوماتا برای گرافیک فنی، مشکلات نسخه رایانه شخصی و فرایند شخصی‌سازی خود مورد انتقاد قرار گرفت. بعضی منتقدان گرافیک فنی بازی را «عادی و معمولی» دانستند. یکی از منتقدان فامیتسو هم فرایند شخصی‌سازی را «خسته‌کننده» دانست.

## جایزه اهرمک طلایی
جایزهٔ اهرمک طلایی که با نام جایزهٔ گیمینگ مردمی هم شناخته می‌شود، یک مراسم جایزهٔ مربوط به بازی‌های ویدئویی است که به بهترین بازی‌های ویدئویی سال بر اساس رأی مردمی در وبگاهی برخط جایزه می‌دهد.
| سال  | رشته                      | نتیجه    | منبع          |
| ---- | ------------------------- | -------- | ------------- |
| ۲۰۱۷ | بهترین روایت داستان       | نامزدشده | [ ۲۵ ] [ ۲۶ ] |
| ۲۰۱۷ | بهترین بازی پلی‌استیشن سال | نامزدشده | [ ۲۵ ] [ ۲۶ ] |

## جوایز بازی
جوایز بازی یک مراسم جایزهٔ سالانه مربوط به صنعت بازی‌های ویدئویی است. این مراسم توسط خبرنگار کانادایی، جف کیدلی که بیش از ده سال روی جوایز بازی‌های ویدئویی اسپایک کار کرده‌بود میزبانی می‌شود.
| سال  | رشته                  | نتیجه    | منبع   |
| ---- | --------------------- | -------- | ------ |
| ۲۰۱۷ | بهترین موسیقی         | برنده    | [ ۲۸ ] |
| ۲۰۱۷ | بهترین روایت          | نامزدشده | [ ۲۸ ] |
| ۲۰۱۷ | بهترین بازی نقش‌آفرینی | نامزدشده | [ ۲۸ ] |

## آی‌جی‌ان
آی‌جی‌ان یک وبگاه رسانه‌ای و سرگرمی آمریکایی است که سالانه جوایزی را به آثاری مثل بازی‌های ویدئویی اهدا می‌کند. جوایز بازی آی‌جی‌ان با نظر تمام منتقدان و نویسندگان این وبگاه انتخاب می‌شود.
| سال  | رشته                    | نتیجه    | منبع   |
| ---- | ----------------------- | -------- | ------ |
| ۲۰۱۷ | بهترین موسیقی           | دوم      | [ ۳۰ ] |
| ۲۰۱۷ | بهترین بازی سال         | نامزدشده | [ ۳۱ ] |
| ۲۰۱۷ | بهترین بازی پلی‌استیشن ۴ | نامزدشده | [ ۳۲ ] |
| ۲۰۱۷ | بهترین بازی نقش آفرینی  | نامزدشده | [ ۳۳ ] |
| ۲۰۱۷ | بهترین داستان           | نامزدشده | [ ۳۴ ] |

## دستراکتید
دستراکتید وبگاهی است که در ابتدا به عنوان وبلاگی با تمرکز روی بازی‌های ویدئویی در مارس ۲۰۰۶ توسط ینیر گنزالز ساخته شد.
| سال  | رشته                    | نتیجه | منبع   |
| ---- | ----------------------- | ----- | ------ |
| ۲۰۱۷ | بهترین بازی پلی‌استیشن ۴ | برنده | [ ۳۶ ] |

## جاینت بامب
جاینت بامب یک وبگاه بازی ویدئویی آمریکایی است که پوشش‌دهندهٔ اخبار بازی‌های ویدئویی، بدون توجه به جنبه‌های مادی و کسب درآمد از این فعالیت، است.
| سال  | رشته                                  | نتیجه | منبع   |
| ---- | ------------------------------------- | ----- | ------ |
| ۲۰۱۷ | بهترین فروشنده برای شخصیت امیل        | برنده | [ ۳۸ ] |
| ۲۰۱۷ | بهترین موسیقی                         | برنده | [ ۳۹ ] |
| ۲۰۱۷ | بهترین لحظات یا نتیجه (برای پایان E)  | برنده | [ ۴۰ ] |
| ۲۰۱۷ | بهترین داستان                         | برنده | [ ۴۱ ] |
| ۲۰۱۷ | بهترین شخصیت تازه (برای شخصیت پاسکال) | دوم   | [ ۴۱ ] |
| ۲۰۱۷ | بهترین بازی سال                       | دوم   | [ ۴۲ ] |

## پی‌سی گیمر
پی‌سی گیمر یک مجلهٔ بریتانیایی دربارهٔ بازی‌های رایانه‌ای است که از سال ۱۹۹۳ منتشر شده و توسط فیوچر پی‌ال‌سی چاپ می‌شود.
| سال  | رشته                                               | نتیجه    | منبع   |
| ---- | -------------------------------------------------- | -------- | ------ |
| ۲۰۱۷ | بهترین بازی اکشن                                   | برنده    | [ ۴۴ ] |
| ۲۰۱۷ | بهترین داستان                                      | نامزدشده | [ ۴۵ ] |
| ۲۰۱۷ | بهترین مود (برای مود درست کردن وضوح تصویر اتوماتا) | نامزدشده | [ ۴۵ ] |
| ۲۰۱۷ | بازی فراگیر سال                                    | نامزدشده | [ ۴۵ ] |
| ۲۰۱۷ | بهترین بازی سال                                    | نامزدشده | [ ۴۵ ] |

## گیم اینفورمر
گیم اینفورمر یک ماه‌نامهٔ اطلاع رسانی بازی‌های رایانه‌ای است که در ایالات متحده منتشر و شامل نقدها، اخبار و راهنمای بازی‌های رایانه‌ای است. این وبگاه در اوت ۱۹۹۱ شروع به کار کرد.
| سال  | رشته                                      | نتیجه | منبع   |
| ---- | ----------------------------------------- | ----- | ------ |
| ۲۰۱۷ | بهترین شخصیت فرعی (9S)                    | برنده | [ ۴۸ ] |
| ۲۰۱۷ | بهترین موسیقی متن                         | برنده | [ ۴۸ ] |
| ۲۰۱۷ | بهترین بازی سونی (به انتخاب کاربران)      | سوم   | [ ۴۹ ] |
| ۲۰۱۷ | بهترین بازی نقش‌آفرینی (به انتخاب کاربران) | سوم   | [ ۴۹ ] |

## جوایز انتخاب توسعه‌دهندگان بازی
جوایز انتخاب توسعه‌دهندگان بازی نام جایزه‌های سالانه‌ای است که توسط توسعه‌دهندگان این صنعت در پایان اجلاس توسعه‌دهندگان بازی داده می‌شود.
| سال  | رشته          | نتیجه    | منبع   |
| ---- | ------------- | -------- | ------ |
| ۲۰۱۸ | جایزهٔ مخاطبان | برنده    | [ ۵۱ ] |
| ۲۰۱۸ | بهترین صدا    | نامزدشده | [ ۵۲ ] |
| ۲۰۱۸ | بهترین طراحی  | نامزدشده | [ ۵۲ ] |
| ۲۰۱۸ | بازی سال      | نامزدشده | [ ۵۲ ] |

## جوایز دی.آی.سی.ای
جوایز دی.آی.سی.ای مراسم جایزه‌ای در صنعت بازی‌های ویدئویی است. این مراسم توسط فرهنگستان هنر و علوم تعاملی به‌صورت سالانه در لاس وگاس برگزار می‌شود.
| سال  | رشته                      | نتیجه | منبع          |
| ---- | ------------------------- | ----- | ------------- |
| ۲۰۱۸ | بهترین بازی نقش‌آفرینی سال | برنده | [ ۵۴ ] [ ۵۵ ] |

## جوایز اس‌اکس‌اس‌دبلیو
جوایز بازی اس‌اکس‌اس‌دبلیو جوایزی هستند که معمولاً در ماه مارس هر سال در جشنواره جنوب از جنوب غربی (اس‌اکس‌اس‌دبلیو) که در آستین، تگزاس برگزار می‌شود به بازی‌های ویدئویی داده می‌شوند.
| سال  | رشته                    | نتیجه    | منبع   |
| ---- | ----------------------- | -------- | ------ |
| ۲۰۱۸ | بهترین موسیقی           | برنده    | [ ۵۷ ] |
| ۲۰۱۸ | بهترین دستاورد فنی      | برنده    | [ ۵۷ ] |
| ۲۰۱۸ | بهترین دستاورد دیداری   | نامزدشده | [ ۵۸ ] |
| ۲۰۱۸ | بهترین هنر              | نامزدشده | [ ۵۸ ] |
| ۲۰۱۸ | بهترین طراحی            | نامزدشده | [ ۵۸ ] |
| ۲۰۱۸ | بهترین بازی ویدئویی سال | نامزدشده | [ ۵۸ ] |

## فرهنگستان ملی داوران تجارت بازی ویدئویی
فرهنگستان ملی داوران تجارت بازی ویدئویی یک سازمان غیرانتفاعی است که بیش از ۶۰۰ عضو حرفه‌ای از خبرنگاران حوزهٔ بازی‌های ویدئویی دارد که به نامزدها رأی می‌دهند.
| سال  | رشته                        | نتیجه    | منبع   |
| ---- | --------------------------- | -------- | ------ |
| ۲۰۱۷ | جهت دوربین در یک موتور بازی | برنده    | [ ۶۰ ] |
| ۲۰۱۷ | امتیاز دراماتیک در فرنچایز  | برنده    | [ ۶۰ ] |
| ۲۰۱۷ | طراحی شخصیت                 | نامزدشده | [ ۶۱ ] |
| ۲۰۱۷ | طراحی بازی فرنچایز          | نامزدشده | [ ۶۱ ] |
| ۲۰۱۷ | بازی سال                    | نامزدشده | [ ۶۱ ] |
| ۲۰۱۷ | نوشتن یک درام               | نامزدشده | [ ۶۱ ] |

## جوایز بازی فرهنگستان بریتانیا
جوایز بازی فرهنگستان بریتانیا یک رویداد سالانهٔ بریتانیایی در خصوص «دستاوردهای برجستهٔ خلاقانه» درصنعت بازی‌های ویدئویی است.
| سال  | رشته           | نتیجه    | منبع   |
| ---- | -------------- | -------- | ------ |
| ۲۰۱۸ | طراحی بازی     | نامزدشده | [ ۶۳ ] |
| ۲۰۱۸ | نوآوری در بازی | نامزدشده | [ ۶۴ ] |

## دیگر جوایز
علاوه بر جوایز بالا، نیئا: اتوماتا نامزد دو جایزهٔ دیگر شده و موفق به کسب جایزهٔ استیم به انتخاب کاربران شده‌است.
| سال  | جایزه             | رشته                                                | نتیجه    |
| ---- | ----------------- | --------------------------------------------------- | -------- |
| ۲۰۱۸ | جایزه سیب بزرگ    | بهترین بازی سال                                     | نامزدشده |
| ۲۰۱۸ | جایزه هرمان ملویل | بهترین نویسندگی                                     | نامزدشده |
| ۲۰۱۸ | جوایز استیم       | جایزهٔ کاربران برای بیشترین لذت تجربه‌شده با یک ماشین | دوم      |